# Réaction de Gattermann
La réaction de Gattermann, synthèse de Gattermann, formylation de Gattermann ou encore synthèse de salicylaldéhyde de Gattermann est une réaction organique permettant la synthèse d'aldéhydes aromatiques à partir de phénols ou d'autres composés aromatiques. La réaction, qui est une variante de l'acylation de Friedel-Crafts peut également être utilisée pour synthétiser des hydrocarbures simples ou des hétérocycles comme des dérivés du furane, du pyrrole, de l'indole, ainsi que du thiophène.
La réaction tient son nom du chimiste allemand Ludwig Gattermann (1860-1920) qui l'a découverte en 1906.

## Réaction générale
Dans la réaction de Gattermann, les composés aromatiques, à l'exception des amines et des composés nitro aromatiques, sont mis à réagir avec du cyanure d'hydrogène et du chlorure d'hydrogène en présence d'un catalyseur de chlorure de zinc (ZnCl2) ou du chlorure d'aluminium (AlCl3) pour former un aldéhyde aromatique :

## Mécanisme
La réaction de Gattermann est une substitution électrophile aromatique. Un mécanisme possible, peut être illustré par l'exemple de l'action du cyanure d'hydrogène et du chlorure d'hydrogène sur le benzène pour former du benzaldéhyde (5), avec pour catalyseur le chlorure de zinc.
Dans la première étape, un doublet d'électrons de l'azote attaque l'atome d'hydrogène du chlorure d'hydrogène pour former un chlorure d'imine, qui réagit ensuite avec le catalyseur pour former le complexe 1. Un second ajout de chlorure de zinc permet la formation de l'ion carbénium qui va servir d'électrophile dans la substitution électrophile aromatique de l'étape suivante. L'ion carbénium va alors s'ajouter sur le benzène pour former le cation arénium (2), stabilisé par mésomérie. S'ensuit une déprotonation permettant la réaromatisation du composé 2 qui se réorganise en sel d'iminium (3) par l'ajout de chlorure d'hydrogène. L'étape suivante consiste en une hydrolyse suivie d'une migration protonique, formant un α-aminoalcool (4). La charge sur l'atome d'azote polarise la liaison C-N, de sorte que l'atome de carbone reçoit une charge partielle positive et polarise ainsi la liaison O-H. Cela provoque le départ d'un proton et une molécule d'ammoniac qui réagissent pour former un ion ammonium. Le produit ainsi obtenu est le benzaldéhyde (5).
En partant de polyphénols ou d'éthers de phénol comme matière première, aucun catalyseur n'est nécessaire.

## Variantes

### Réaction de Gattermann-Adams
La réaction de Gattermann-Adams est une modification de la réaction de Gattermann proposée par les chimistes américains Roger Adams et  I. Levine dans laquelle on utilise comme réactif du cyanure de zinc et du chlorure d'hydrogène. Le chlorure d'hydrogène réagit ainsi avec le cyanure de zinc pour former du cyanure d'hydrogène, qui va réagir comme dans la réaction classique, l'activité du chlorure de zinc(II) produit du cyanure du zinc étant suffisante pour agir comme catalyseur in-situ avec les phénols les plus réactifs. Avec des phénols plus inertes, l'ajout d'un catalyseur comme le chlorure d'aluminium est requis. Bien qu'il soit hautement toxique, Zn(CN)2 est un solide ce qu'il fait qu'il est moins dangereux à utiliser que le HCN gaeuz. Un exemple de l'utilisation de cette méthode est la synthèse du mésitaldéhyde à partir du mésitylène.

### Réaction de Gattermann-Koch
La réaction de Gattermann-Koch ou synthèse de Gattermann-Koch est autre variante de la réaction de Gattermann proposée par les chimistes allemand Ludwig Gattermann et germano-américain Julius Arnold Koch. Dans cette réaction, on fait réagir les composés aromatiques avec le monoxyde de carbone et le chlorure d'hydrogène avec comme catalyseur le chlorure d'aluminium ou le chlorure de cuivre(I) afin de former des composés aromatiques formylés.

#### Mécanisme
La réaction de Gattermann-Koch, tout comme la réaction de Gattermann, est une substitution électrophile aromatique. Le monoxyde de carbone, le chlorure d'hydrogène et le catalyseur de chlorure d'aluminium réagissent selon le mécanisme probable pour former un cation acylium (1), qui va être attaqué par le cycle aromatique formant un cation hexadiényle (2). Ce cation va ensuite subir une déprotonation permttant sa réaromatisation, ce qui produit le benzaldéhyde (3) avec émission de chlorure d'aluminium.
La synthèse de Gattermann-Koch doit se fait en conditions anhydres. Les phénols, les éthers de phénol et les nitrobenzènes ne conviennent pas à cette variante et ne réagissent donc pas,.